# Джанакпур
Джанакпу́р (англ. Janakpur, непальск. जनकपुर नगरपालिका) или Джанакпурдха́м — город в Непале, административный центр округа Дхануса. Население города составляет 173 924 человек. Джанакпур расположен у подножия Гималаев, в 400 км к юго-востоку от столицы Непала Катманду и в 20 км от границы с Индией. Является важным местом паломничества в индуизме и одним из немногих мест в Непале, в котором существует действующая железная дорога.
Историческое название Джанакпура — Митхила. Ранее город был центром культуры майтхили, имевшей свой собственный язык и систему письма. В ведическом тексте «Шатапатха-брахмана» рассказывается о правителе Матхава Видегха, который под предводительством брахмана Готамы Рахуганы впервые перешёл через реку Саданиру (Кали-Гандаки) и основал царство Видеха со столицей в Митхиле. Так как Готама Рахугана считается составителем многих гимнов «Риг-веды», эти события можно отнести к ригведическому периоду.
Следующее упоминание о Джанакпуре содержится в древнеиндийском эпосе «Рамаяне», где говорится, что супруга Рамы Сита была принцессой Видехи. Её отец, царь Джанака, нашёл младенца Ситу в поле и вырастил её как свою дочь. Когда она выросла, Джанака объявил, что он отдаст её замуж тому, кто будет способен согнуть божественный лук Шивы. Многие принцы пытались сделать это, но ни одному из них не удалось даже поднять это могучие орудие. Рама, однако, при первой же попытке согнул лук и сломал его пополам.
В Джанакпуре также одно время жили Будда Гаутама и Махавира.